# 加州州立大學聖貝納迪諾分校

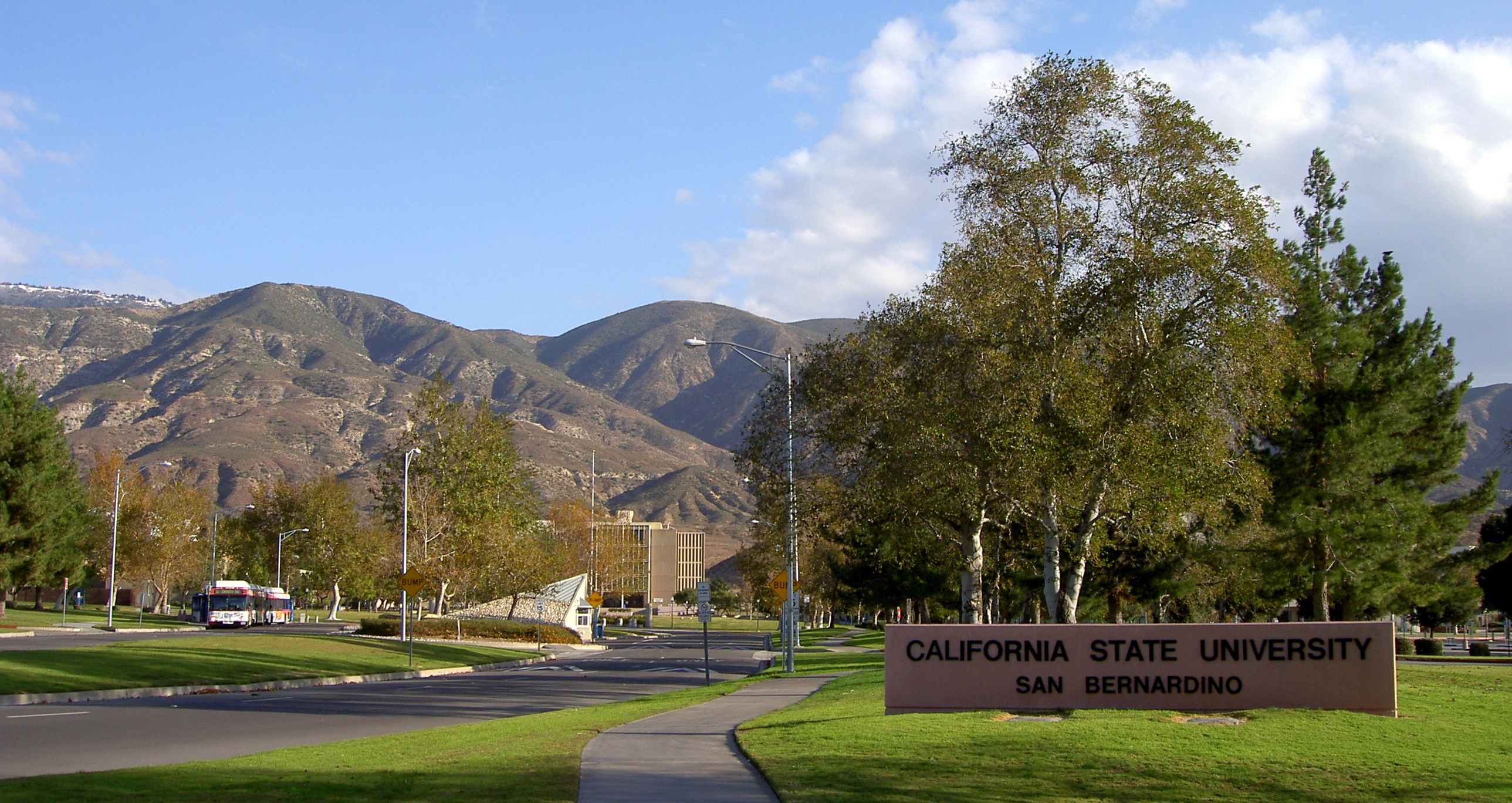
大學校門

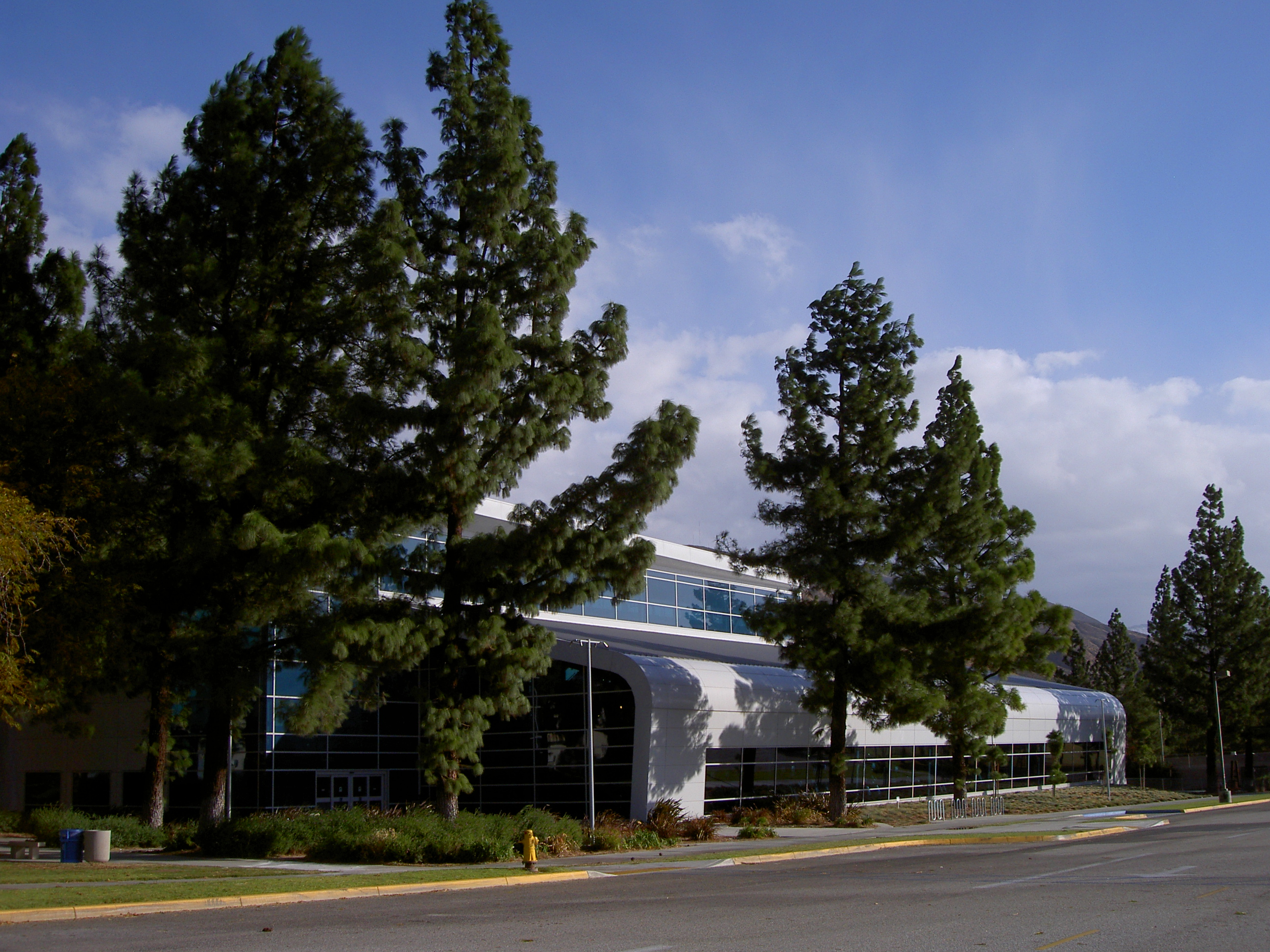
學生娛樂和健康中心

加州州立大學聖貝納迪諾分校（英語：California State University, San Bernardino，簡稱：Cal State San Bernardino，縮寫CSUSB）是加利福尼亞州立大學系統內、位於美國加利福尼亞州聖貝納迪諾的一所公立大學，成立於1965年。它在加州的棕櫚沙漠還有一個小型的校區，此校區成立於1986年。2021年《美國新聞與世界報道》將其排在“西部地區大學”中的第40位。

## 外部連結
- Official website（页面存档备份，存于）
- Official Athletics website（页面存档备份，存于）

34°10′59″N 117°19′26″W / 34.1831°N 117.3240°W